# Aprite le finestre
Chansons du Festival de Sanremo et chansons représentant l'Italie au Concours Eurovision de la chanson
Amami se vuoi
(1956)
Aprite le finestre (« Ouvrez les fenêtres ») est la première chanson, avant Amami se vuoi, représentant l'Italie au tout premier Concours Eurovision de la chanson, en 1956 (la seule édition à permettre deux chansons par pays), interprétée par la chanteuse italienne Franca Raimondi et dirigée par Gian Stellari. L'évènement se déroulait à Lugano, en Suisse. La chanson avait remporté le Festival de Sanremo de la même année avec 171 votes, devant Amami se vuoi interprétée par Tonina Torrielli qui totalisait 163 points.
Elle est intégralement interprétée en italien, langue nationale, comme le veut la coutume avant 1966. C'est la toute première chanson dans l'histoire du concours à être chantée en italien.
Il s'agit de la septième chanson interprétée lors de la soirée, après Michèle Arnaud qui représentait le Luxembourg avec Ne crois pas et avant Corry Brokken qui représentait les Pays-Bas avec Voorgoed voorbij. Le tableau d'affichage pour ce concours n'a jamais été rendu public, il est donc impossible de dire avec certitude comment la chanson s'est classée, seule la chanson gagnante Refrain fut annoncée,.

## Classement musical
| Classement annuel (1956) | Meilleure position |
| ------------------------ | ------------------ |
| Italie (Musica e Dischi) | 10                 |